# San Pedro Garza García
San Pedro Garza García una localidad del estado mexicano de Nuevo León. Es cabecera del municipio de San Pedro Garza García.

## Toponimia
El nombre de la ciudad proviene del Valle de San Pedro de los Nogales, en el siglo XVI, cuando don Diego de Montemayor fundó el 20 de noviembre de 1596 la Hacienda de San Pedro de los Nogales, cercano a la sierra.

## Demografía
| Censo | Población |
| ----- | --------- |
| 1895  | 903       |
| 1900  | 1 354     |
| 1910  | 1 217     |
| 1921  | 788       |
| 1930  | 1 015     |
| 1940  | 1 665     |
| 1950  | 2 659     |
| 1960  | 7 525     |
| 1970  | 20 934    |
| 1980  | 81 974    |
| 1990  | 113 017   |
| 1995  | 120 868   |
| 2000  | 125 945   |
| 2005  | 121 977   |
| 2010  | 122 627   |
| 2020  | 132 128   |